# Françoise Rudetzki
Françoise Rudetzki, née le 20 juillet 1948 à Neuilly-sur-Seine et morte le 18 mai 2022 dans le 12e arrondissement de Paris, est une militante française pour la défense du droit des victimes du terrorisme. Elle fut dirigeante d'entreprise avant d'être victime d'un attentat en 1983 qui la laisse gravement blessée. Elle s'investit par la suite dans la représentation des victimes du terrorisme, par l'association SOS Attentats, qu'elle fonde et dirige jusqu'à sa dissolution en 2008.
Présidente fondatrice (1986-1998) puis déléguée générale (1998-2008) de l'association SOS Attentats,, association regroupant les victimes du terrorisme.

## Biographie
Françoise Rudetzki suit ses études au lycée Victor-Hugo de Paris puis à l'université Paris-II-Panthéon Assas, et obtient un diplôme d'études supérieures de droit public, un diplôme de l'Institut des Communautés européennes, et un diplôme d'études supérieures de sciences politiques. Juriste au ministère de l'Industrie entre 1971 et 1974, elle est PDG de la société commerciale Havre-Provence depuis 1980 quand elle est grièvement blessée le 23 décembre 1983, dans un attentat au restaurant Le Grand Véfour à Paris où elle dîne avec son mari pour leurs dix ans de mariage. Choquée par le manque de considération envers les victimes des attentats et l'absence de structure pour ces dernières, elle crée en 1986 l'association SOS Attentats pour venir en aide aux victimes et agir comme lobby auprès des autorités politiques françaises. 
Elle est à l'initiative de la création du Fonds de garantie des victimes d'actes de terrorisme (1986) et autres infractions (1990) dont elle est membre du conseil d'administration. En 1990, elle obtient le statut de victimes civiles de guerre pour toutes les victimes du terrorisme et les otages et ainsi le statut de pupille de la nation. Reçue à plusieurs reprises à l'ONU, elle est souvent auditionnée pour les droits européens et internationaux des victimes du terrorisme. Elle est d'ailleurs favorable à la création d'un Code pénal européen pour les crimes particulièrement graves et transfrontaliers. 
Elle a été rédactrice en chef de la revue Paroles de victimes à partir de 1997, et à l'origine de la réalisation d'un mémorial pour les victimes du terrorisme, « Parole portée », érigé aux Invalides en 1998. Un temps administratrice de l'Office national des anciens combattants et victimes de guerre, elle est auditrice de l'Institut des hautes études de la sécurité intérieure entre 2001 et 2002, puis membre de la Commission nationale consultative des droits de l'homme de 2002 à 2008. 
Le 22 septembre 2008, l'association SOS Attentats SOS Terrorisme, qu'elle dirige, est dissoute par manque de moyens.
Dans son autobiographie Triple Peine publiée aux éditions Calmann-Lévy, elle raconte sa vie, ses souffrances et son action après l'attentat. Le titre de Triple Peine fait référence à ses origines, à l'attentat qui lui broiera les jambes, à sa séropositivité, car elle a contracté le virus du sida par des transfusions sanguines lors des opérations chirurgicales ayant suivi l'attentat.
Elle est à l'origine de la publication du livre Terrorisme, victimes et responsabilité pénale internationale, éd. Calmann-Lévy et a participé à de nombreux ouvrages sur la gestion des situations de crise. 
Le 19 septembre 2012, elle organise un hommage à toutes les victimes du terrorisme en présence du président de la République, François Hollande. À cette occasion, un hommage a été rendu à son époux Maurice Rudetzki, cofondateur de SOS Attentats et mort le 20 juin 2012.
Le 15 novembre 2015, elle est nommée par le président de la République, François Hollande, membre du Conseil économique, social et environnemental (CESE). Dans ce cadre, elle est alors aussi membre de la Commission nationale consultative des droits de l’homme (CNCDH) pendant un an.
Elle est membre du Conseil d'administration du Fonds de garantie des victimes des actes de terrorisme et d'autres infractions (FGTI), membre du Conseil d'administration Paris Aide aux Victimes (PAV) et jusqu'en 2017 membre du Conseil d'administration d'Otages du Monde.
Le 3 juin 2016, sur demande du président de la République, la secrétaire d’État chargée de l'aide aux victimes Juliette Méadel lui confie une mission de réflexion. La remise de son rapport aboutit en 2018 à la création du Centre national de ressources et de résilience (CN2R) dont elle est membre du conseil scientifique.
Elle meurt dans la nuit du 17 au 18 mai 2022.
Emmanuel Macron préside un hommage national à Françoise Rudetzki depuis la cour d'honneur des Invalides le 1er juin 2022.

## Ouvrages
- 2003 - Terrorisme, victimes et responsabilité pénale internationale, éd. Calmann-Lévy (ouvrage collectif, préface de Françoise Rudetzki)
- 2004 - Triple Peine, éd. Calmann-Levy (Livre de Poche en 2005)
- 2016 - Après l'attentat, éd. Calmann-Lévy.

## Distinctions honorifiques
- Grande officière de la Légion d'honneur, distinction remise le 11 octobre 2019 par le président de la République, Emmanuel Macron[9] (faite commandeure en 2011, faite officière en 2004).
- Grande officière de l'ordre national du Mérite par décret du 13 novembre 2014, distinction remise par le président de la République, François Hollande, le 22 septembre 2016 en présence de Juliette Méadel, secrétaire d'Etat chargée de l'aide aux victimes[10] (commandeur en 2009).

### Interview
- Françoise Rudetzki dans L'Express, janvier 2004